# Thomas Heyward Jr.
Thomas Heyward Jr. (ur. 28 lipca 1746 w St. Luke's Parish, Karolina Południowa, zm. 6 marca 1809 w Filadelfii, Pensylwania) – amerykański polityk, delegat Kongresu Kontynentalnego jako przedstawiciel stanu Karolina Południowa, sygnatariusz Deklaracji Niepodległości Stanów Zjednoczonych.

## Życiorys
Thomas Heyward Jr urodził się w St. Luke's Parish, w stanie Karolina Południowa i kształcił się w domu, a następnie udał się do Anglii, by studiować prawo w Middle Temple w Londynie; realizował studia akademickie, prowadził prywatną praktykę; został wybrany do Kongresu Kontynentalnego w 1775 r.; zmarł w Filadelfii, w stanie Pensylwania.